# دوفر (آن)
دوفر (بالفرنسية: Douvres)‏ هي بلدية فرنسية تقع في إقليم الآن في فرنسا. رمز إنسي لها هو:1149. أما الرمز البريدي لها فهو: 1500.